# 양패
양패는 한 곳에서 발생한 두 개의 패다. '두 곳에서 발생한 각각의 패'를 의미하기도 한다.